# Six Jours de Launceston
Les Six Jours de Launceston sont une course cycliste de six jours disputée à Launceston, en Australie. Vingt-et-une éditions sont organisées entre 1961 et 1987.

## Palmarès
| Année   | Vainqueur                       | Deuxième                          | Troisième                       |
| ------- | ------------------------------- | --------------------------------- | ------------------------------- |
| 1961    | Ron Grenda Fred Roche           | Peter Panton Claus Stiefler       | Keith Reynolds John Young       |
| 1962    | John Green John Young           | Sydney Patterson Barry Waddell    | Ron Grenda Ronald Murray        |
| 1963    | Warwick Dalton Giuseppe Ogna    | Alan McLennan Robert Ryan         | Ronald Murray Keith Reynolds    |
| 1964    | William Lawrie Peter Panton     | Ron Grenda John Young             | Sydney Patterson Ronald Murray  |
| 1965    | Ian Chapman Barry Waddell       | Graeme Gilmore John Young         | Ron Grenda Oskar Plattner       |
| 1966    | John Perry Ian Stringer         | Ron Grenda Sydney Patterson       | Ian Campbell Barry Waddell      |
| 1967    | Graeme Gilmore Sydney Patterson | Vic Browne Barry Waddell          | Ian Campbell Ian Stringer       |
| 1968    | John Oliver Robert Ryan         | Ian Stringer Barry Waddell        | Graeme Gilmore Sydney Patterson |
| 1969    | Keith Oliver Robert Whetters    | Ian Stringer Kevin Morgan         | Barry Waddell Robert Ryan       |
| 1970    | Tony Kelliher Don Richards      | Bill Brooks Hilton Clarke         | Giordano Turrini Charly Walsh   |
| 1971    | Keith Oliver Ian Stringer       | Hilton Clarke Barry Waddell       | Robert Whetters Robert Ryan     |
| 1972    | Keith Oliver Robert Whetters    | Geoff Edmonds Geoff Forbes        | Don Campbell Robert Ryan        |
| 1973-77 | Non-disputés                    |                                   |                                 |
| 1978    | Frank Atkins Laurie Venn        | Neville Allison Graeme Hodgkiss   | Craig Price Charly Walsh        |
| 1979    | Murray Hall David Sanders       | Len Hammond Terry Hammond         | Malcolm Hill Keith Oliver       |
| 1980    | Murray Hall David Sanders       | David Allan Philip Sawyer         | Graeme Hodgkiss Marc Osborne    |
| 1981    | Wayne Hildred Paul Medhurst     | David Allan Peter Delongville     | Urs Freuler Craig Price         |
| 1982    | Philip Sawyer Shane Sutton      | Hans Känel Gary Sutton            | Terry Hammond Paul Pearson      |
| 1983    | Hans Känel Urs Freuler          | Shane Sutton Gary Sutton          | Terry Hammond Philip Sawyer     |
| 1984    | Geoff Skaines Shane Sutton      | Glenn Clarke Phil Thomas          | Shane Bannon Götz Heine         |
| 1985    | Non-disputés                    |                                   |                                 |
| 1986    | Danny Clark Anthony Doyle       | Donald Allan Gary Wiggins         | Tom Sawyer Stan Tourné          |
| 1987    | Michael Grenda Tom Sawyer       | Dieter Giebken Joachim Schlaphoff | Craig Price Rick Sloane         |